# Ozcoidi
Ozcoidi es un lugar español del municipio de Urraúl Alto, perteneciente a la Comunidad Foral de Navarra.

## Toponimia
El nombre del lugar puede aparecer referido con las grafías Ozcoidi, Orizcoiti y Orzcoiti. Se conoce en euskera como Ozkoidi.

## Historia
Hacia mediados del siglo XIX, el lugar, ya por entonces perteneciente a Urraúl Alto, tenía contabilizada una población de 46 habitantes. Aparece descrito en el duodécimo volumen del Diccionario geográfico-estadístico-histórico de España y sus posesiones de Ultramar de Pascual Madoz con las siguientes palabras:

OZCOIDI: l. del ayunt. y valle de Urraul alto, en la prov. y c. g. de Navarra, part. jud. de Aoiz (2 leg.), aud. terr. y dióc. de Pamplona (6 1/2). sit. sobre una meseta con vistas al O.; clima frio; le combaten los vientos N. y S., y se padecen inflamaciones y catarros. Tiene 8 casas, igl. parr. de entrada, dedicada á San Pedro, servida por un abad de provision de los vec., cementerio contiguo á la misma, y una ermita (Sta. Cruz): los vec. se surten de las aguas de una fuente que se halla al O. de la pobl. El térm. se estiende una leg. de N. á S. y 3/4 de E. á O., y confina N. Laregui; E. Irurozqui; S. Sansoain, y O. Mugueta; comprendiendo dentro de su circunferencia un monte poblado de robles. El terreno es secano, poco fértil y solo productivo de pastos para ganado vacuno y lanar; corre por su límite O. el riach. que se titula de Cestoya. caminos: los que conducen á los pueblos limítrofes, en mal estado: el correo se recibe de Aoiz. prod.: trigo, cebada, avena, ordio, maiz y patatas; cria de ganado vacuno y lanar; caza de perdices y liebres. pobl.: 11 vec., 46 alm. riqueza: con el valle (V.). El nombre de este pueblo se halla tambien escrito Orizcoiti y Orzcoiti. En 1487 los reyes D. Juan y Doña Catalina dieron su pecha ordinaria á Lopez de Esparza, trasmisible á sus herederos.
(Madoz, 1849, p. 502)

En 2023, la entidad singular de población tenía empadronados 5 habitantes.

## Patrimonio

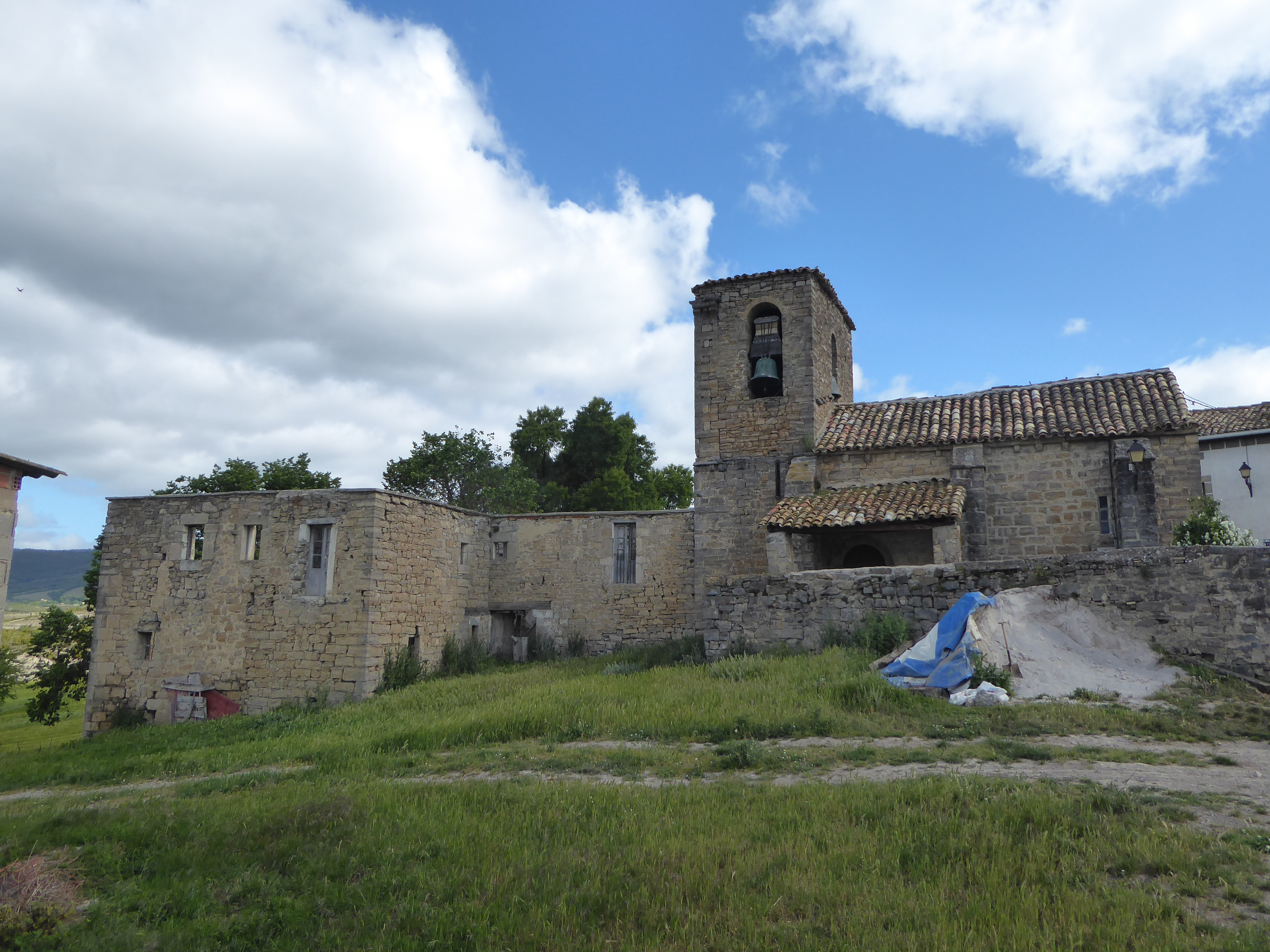
La iglesia de San Pedro

Hay en el lugar una iglesia de San Pedro.